# Ториони (Авелино)
Ториони (итал. Torrioni) је насеље у Италији у округу Авелино, региону Кампанија.
Према процени из 2011. у насељу је живело 294 становника. Насеље се налази на надморској висини од 663 м.

## Становништво
Према резултатима пописа становништва 2011. у општини је живело 578 становника.
| 1931. | 1936. | 1951. | 1961. | 1971. | 1981. | 1991. | 2001. | 2011. |
| ----- | ----- | ----- | ----- | ----- | ----- | ----- | ----- | ----- |
| 695   | 787   | 874   | 752   | 729   | 705   | 704   | 633   | 578   |